# Rhopalotettix clavipes
Rhopalotettix clavipes is een rechtvleugelig insect uit de familie doornsprinkhanen (Tetrigidae). De wetenschappelijke naam van deze soort is voor het eerst geldig gepubliceerd in 1910 door Hancock.